# 長源寺 (京都市左京区)
長源寺（ちょうげんじ）は京都府京都市左京区岩倉長谷町にある、浄土宗鎮西派の寺院。山号は朗詠山。知恩院末寺。
なお、本稿では、明治5年(1871)に長源寺に合併統一された恵尊寺・地蔵院・無縁堂・常春庵・妙源庵の五ヶ寺についても述べる。

## 歴史
- 寛正4年(1463)：長谷上ノ町に創建される。
- 寛文12年(1672)：真悦和尚によって再建される。
- 明治5年(1871)：恵尊寺・地蔵院・無縁堂・常春庵・妙源庵の五ヶ寺を合併統一し、地蔵院跡地に移転。
- 昭和38年(1963)12月：京都市立明徳小学校の旧講堂の建材を利用し、小倉山山麓(現在地)に堂・庫裡を新築移転。

## 本尊

### 阿弥陀如来立像
江戸時代の作。同厨子内の両脇に、観世音菩薩と勢至菩薩を安置する。

## 五ヶ寺合併
明治5年(1871)に以下の五ヶ寺が長源寺に合併統一された。 

### 恵尊寺
恵尊寺(えそんじ)は、京都府愛宕郡長谷村(字)出り口にあった寺院。
本尊の薬師如来立像は平安時代(10世紀末)の作で、昭和8年(1933)に当時の国宝保存法に基づく国宝（旧国宝、文化財保護法施行後は重要文化財）に指定された。昭和35年(1960)に、国庫修理所において解体修理が行われた。

### 地蔵院
地蔵院(じぞういん)は、京都府愛宕郡長谷村(字)堀池町(現在の長源寺から長谷川を挟んで東の地点)にあった寺院。
本尊の地蔵菩薩座像は江戸時代の作。同じく、現在長源寺に安置されている不動明王立像も、元は地蔵院に祀られていたと伝わる。

### 無縁堂
無縁堂(むえんどう)は、京都府愛宕郡長谷村(字)堀池町(地蔵院の東隣)にあった寺院。
本尊の阿弥陀如来立像は江戸時代の作。

### 常春庵
常春庵(じょうしゅんあん)は、京都府愛宕郡長谷村(字)帯寄(おびより)にあった寺院。
旧愛宕郡岩倉村(大字)長谷(小字)帯寄25番地がその跡地であり、明徳元年(1390)に建立され、元々は八塩岡の庵室であったと伝わる。
境内に「流れの紅葉」と称する一大楓樹があり、境内地より直下3mの水田へ広く長く枝をのばし、秋に紅葉する様の見事さは、今もなお、古老の口から口へと語り継がれるほど、絢爛そのものであったという。しかし、明治7年(1873)に常春庵跡地が開墾され、消滅した。境内には四条大納言藤原公任卿の墓があったが、楓と同様の憂き目を見、以降墓所の確認なく今日に至る。
本尊の十一面観世音菩薩立像(頭部は10世紀末、他は南北朝時代の作。)は、慈覚大師の作にして、四条大納言藤原公任卿の念持仏なりと伝えられる。

### 妙源庵
妙源庵(みょうげんあん)は、京都府愛宕郡長谷村(字)得尾(とくのお)にあった寺院。
本尊の阿弥陀如来立像は江戸時代に作られたといわれる。

## 文化財

### 重要文化財
- 木造薬師如来立像（旧恵尊寺）